# Hold My Hand (chanson de Sean Paul)
Cet article concerne la chanson de Sean Paul. Pour la chanson de Michael Jackson, voir Hold My Hand.
Pour les articles homonymes, voir Hold My Hand.
Hold My Hand est une chanson de reggae de Sean Paul, une version en featuring avec Zaho est également présente sur l'album Imperial Blaze sorti en 2009. Shay Mitchell a tourné dans le clip.